# حمیدرضا مرادی
حمیدرضا مرادی (۶ تیر ۱۳۵۶ – ۱۴ آبان ۱۴۰۲) بازیگر و چهره‌پرداز ایرانی بود. بازی در سینما را از سال ۱۳۶۶ با فیلم ماهی به کارگردانی کامبوزیا پرتوی آغاز کرد.

## زندگی و فعالیت هنری
حمیدرضا مرادی، ۶ تیر ۱۳۵۶ در تهران زاده شد. محبوبه مرادی خواهر اوست.
او از کودکی وارد حرفه بازیگری شده بود و در فیلم‌های سینمایی کودک در کنار بازیگرانی همچون اکبر عبدی و رضا کیانیان ایفای نقش کرده بود. وی در آثاری چون فیلم ماهی، مدرسه پیرمردها و سینمایی پاتال و آرزوهای کوچک، همچنین در سریال‌های تلویزیونی کیمیا و دل‌دار نقش‌آفرینی کرده بود. او علاوه‌بر بازیگری به‌عنوان چهره‌پرداز نیز در سینما و تلویزیون فعالیت داشت.

### درگذشت
حمیدرضا مرادی، یکشنبه ۱۴ آبان ۱۴۰۲ به علت ایست قلبی در در تهران در ۴۶ سالگی درگذشت. مراسم خاکسپاری وی، دوشنبه ۱۵ آبان ۱۴۰۲ در قطعه هنرمندان بهشت زهرا انجام شد.

## فیلم‌شناسی
سینمایی
| سال  | نام                  | کارگردان        |
| ---- | -------------------- | --------------- |
| ۱۳۷۲ | عبور از تله          | غلامرضا رمضانی  |
| ۱۳۷۱ | مستأجر               | رحیم رحیمی‌پور   |
| ۱۳۷۰ | دره شاپرک‌ها          | فریال بهزاد     |
| ۱۳۷۰ | مدرسه پیرمردها       | علی سجادی حسینی |
| ۱۳۶۹ | سکوت                 | علی سجادی حسینی |
| ۱۳۶۹ | سفر جادویی           | ابوالحسن داوودی |
| ۱۳۶۸ | پاتال و آرزوهای کوچک | مسعود کرامتی    |
| ۱۳۶۶ | ماهی                 | کامبوزیا پرتوی  |

تلویزیونی
| سال  | نام            | کارگردان                 |
| ---- | -------------- | ------------------------ |
| ۱۳۹۷ | دل‌دار          | جمشید محمودی نوید محمودی |
| ۱۳۹۴ | کیمیا          | جواد افشار               |
| ۱۳۷۳ | بهاران در بهار | غلامرضا رمضانی           |

چهره‌پرداز
| سال  | نام           | کارگردان               |
| ---- | ------------- | ---------------------- |
| ۱۳۹۳ | محمد رسول‌الله | مجید مجیدی             |
| ۱۳۹۳ | جلال‌الدین     | شهرام اسدی آرش معیریان |